# Berloi
Der Berloi (portugiesisch Cascatas de Berloi) ist ein Wasserfall im osttimoresischen Suco Fatisi (Verwaltungsamt Laulara, Gemeinde Aileu).
Ein Nebenfluss des Rio Comoros stürzt hier etwa 20 m in die Tiefe. Der Wasserfall liegt etwa eine halbe Stunde Fahrzeit südlich der Landeshauptstadt Dili, nahe der Straße, die von Comoro nach Gleno führt.

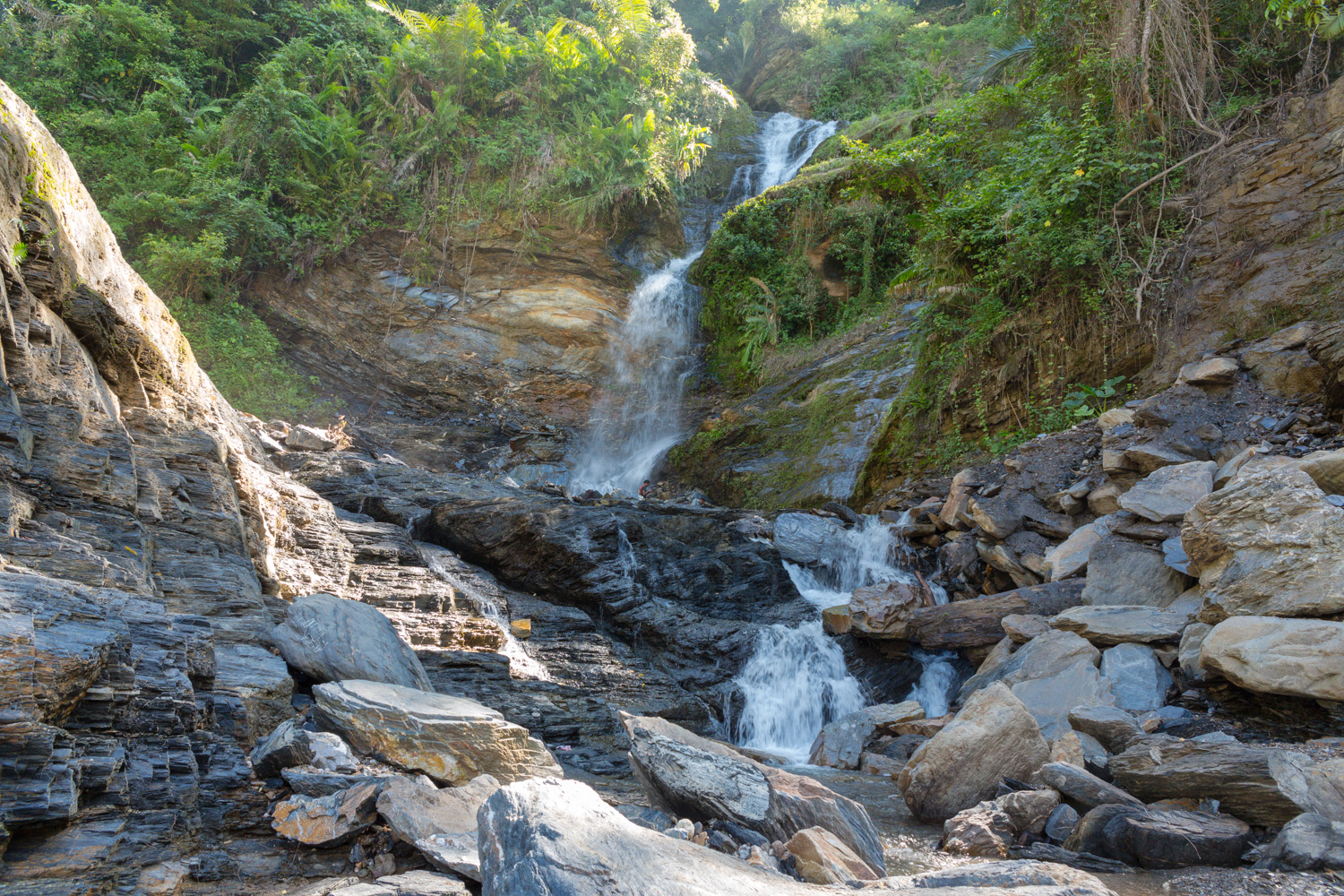
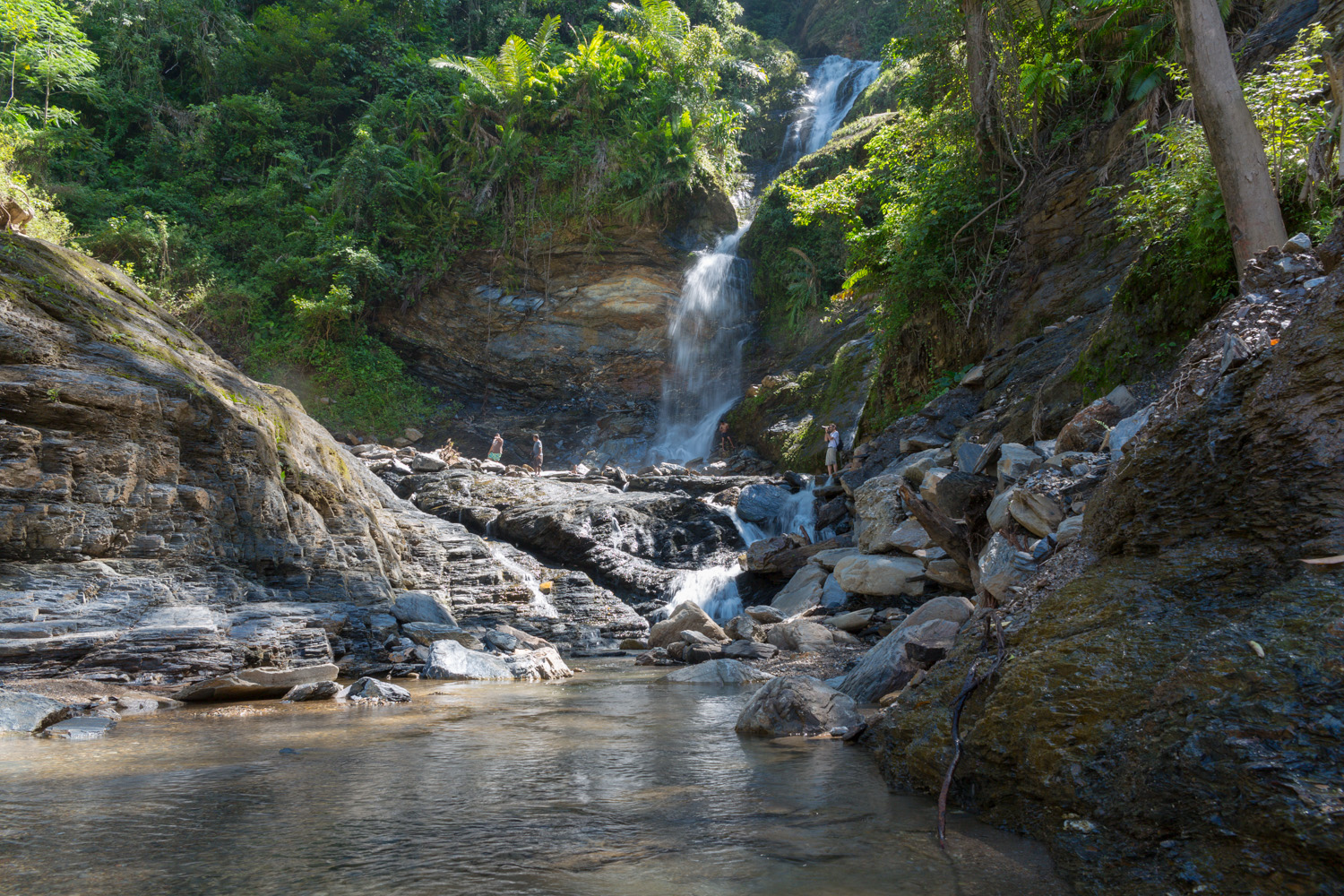
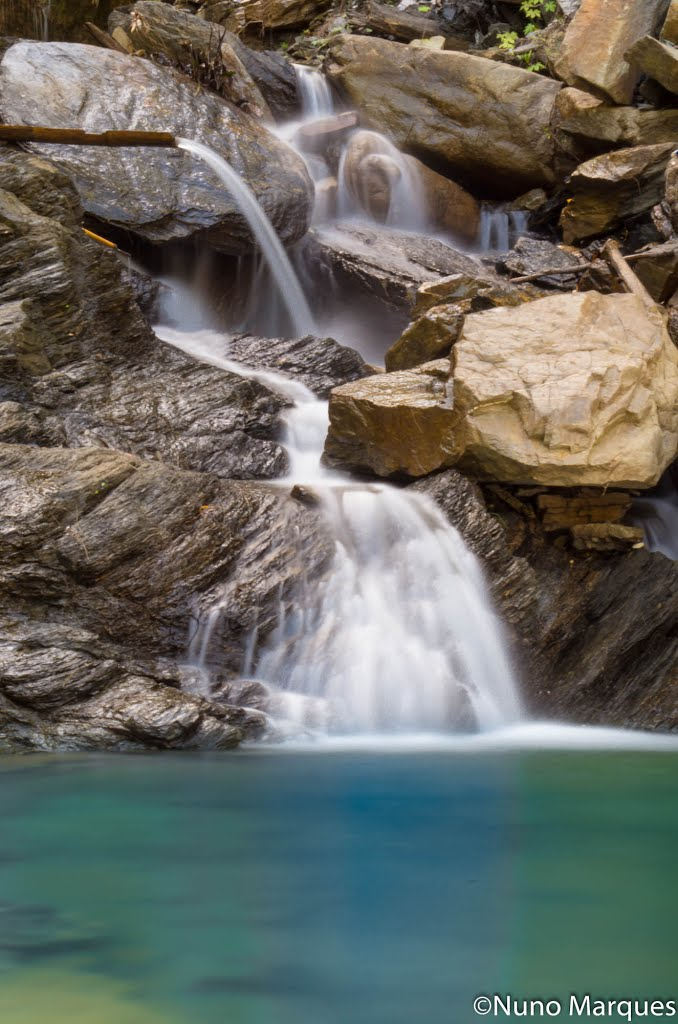